# ویکتوریا آرگوتا
ویکتوریا آرگوتا (اسپانیایی: Victoria Argota‎) بازیگر اهل مکزیک است.
از فیلم‌ها یا مجموعه‌های تلویزیونی که وی در آن‌ها نقش داشته است، می‌توان به میشل استروگف اشاره نمود.